# Państwowy Instytut Eksportowy
Państwowy Instytut Eksportowy – polska instytucja promocji eksportu działająca w II RP w latach 1927–1939.

## Zadania
- prowadzenie badań marketingowych i działań informacyjnych,
- inicjowanie działań proeksportowych i samorządowych,
- inicjowanie działań pomocowych,
- standaryzacja artykułów eksportowych,
- opiniowanie projektów legislacyjnych,
- propagowanie produkcji eksportowej w kraju oraz promocja polskiego handlu zagranicą[1].

Instytut utrzymywał sieć delegatów w kraju (np. w Gdyni, Łodzi) i korespondentów zagranicą.

## Publikacje własne
- Informator Eksportowy (1933-)
- Monografie Geograficzno-Handlowe Informatora Eksportowego

Znaczną rolę odgrywała działalność wydawnicza, propagująca handel zagraniczny.

## Dyrektor
- 1927-1939 – Marian Turski

## Siedziba
Mieściła się w budynku b. Banku Polskiego z 1830 (proj. Antonio Corazzi, Jakub Gay) przy ul. Elektoralnej 2 (1939), zajmowanym ówcześnie przez Ministerstwo Przemysłu i Handlu i różne podległe mu urzędy.